# Neofriseria
Neofriseria is een geslacht van vlinders van de familie tastermotten (Gelechiidae).

## Soorten
- N. baungaardiella Huemer & Karsholt, 1999
- N. caucasicella Sattler, 1960
- N. kuznetzovae Bidzilya, 2002
- N. mongolinella Piskunov, 1987
- N. peliella

Donkere zuringpalpmot (Treitschke, 1835)
- N. pseudoterrella (Rebel, 1928)
- N. sceptrophora (Meyrick, 1926)
- N. singula

Lichte zuringpalpmot (Staudinger, 1876)